# Argentina en la Copa América 1989
La selección de Argentina fue uno de los 10 equipos participantes en la Copa América 1989, torneo continental que se llevó a cabo en Brasil, entre el 1 de julio y el 16 de julio de 1989. Es la trigésima primera participación de Argentina.
Formó parte del grupo B, junto a Chile, Ecuador, Uruguay y Bolivia.

## Preparación

### Partidos previos
Datos correspondientes al periodo entre la finalización de la Copa América 1987 y el inicio de la Copa América 1989
| Fecha                   | Lugar        | Competición              |                  |                               | Resultado |                           |                  |
| ----------------------- | ------------ | ------------------------ | ---------------- | ----------------------------- | --------- | ------------------------- | ---------------- |
| 16 de diciembre de 1987 | Liniers      | Amistoso                 | Argentina        | Bandera de Argentina          | 1:0 (0:0) | Bandera de Alemania       | Alemania Federal |
| 31 de marzo de 1988     | Berlín       | Copa Cuatro Naciones     | Unión Soviética  | Bandera de la Unión Soviética | 4:2 (1:2) | Bandera de Argentina      | Argentina        |
| 2 de abril de 1988      | Berlín       | Copa Cuatro Naciones     | Alemania Federal | Bandera de Alemania           | 1:0 (1:0) | Bandera de Argentina      | Argentina        |
| 6 de julio de 1988      | Adelaida     | Bicentenario de Autralia | Argentina        | Bandera de Argentina          | 1:1 (1:1) | Bandera de Arabia Saudita | Arabia Saudita   |
| 10 de julio de 1988     | Melbourne    | Bicentenario de Autralia | Brasil           | Bandera de Brasil             | 0:0 (0:0) | Bandera de Argentina      | Argentina        |
| 14 de julio de 1988     | Sídney       | Bicentenario de Autralia | Australia        | Bandera de Australia          | 4:1 (2:1) | Bandera de Argentina      | Argentina        |
| 16 de julio de 1988     | Canberra     | Bicentenario de Autralia | Argentina        | Bandera de Argentina          | 2:0 (2:0) | Bandera de Arabia Saudita | Arabia Saudita   |
| 12 de octubre de 1988   | Sevilla      | Copa Hispanidad          | España           | Bandera de España             | 1:1 (1:1) | Bandera de Argentina      | Argentina        |
| 9 de marzo de 1989      | Barranquilla | Amistoso                 | Colombia         | Bandera de Colombia           | 1:0 (1:0) | Bandera de Argentina      | Argentina        |
| 13 de abril de 1989     | Guayaquil    | Amistoso                 | Ecuador          | Bandera de Ecuador            | 2:2 (0:2) | Bandera de Argentina      | Argentina        |
| 20 de abril de 1989     | Santiago     | Amistoso                 | Chile            | Bandera de Chile              | 1:1 (0:1) | Bandera de Argentina      | Argentina        |

#### Argentina vs. Alemania Federal
| 16 de diciembre de 1987 | Argentina      | 1:0 (0:0) | Alemania Federal | Estadio José Amalfitani, Liniers                                          |                                                                           |
|                         | Burruchaga 55' | Reporte   |                  | Asistencia: 50.000 espectadores Árbitro(s): Arnaldo César Coelho (Brasil) | Asistencia: 50.000 espectadores Árbitro(s): Arnaldo César Coelho (Brasil) |

| Uniformes | Uniformes | Uniformes | Uniformes |
| --------- | --------- | --------- | --------- |
| Arquero   |           |           | Arquero   |

#### Unión Soviética vs. Argentina
| 31 de marzo de 1988 Copa de las Cuatro Naciones | Unión Soviética                                          | 4:2 (1:2) | Argentina                  | Estadio Olímpico, Berlín                                 |                                                          |
|                                                 | Zavarov 14' · Litovchenko 15' · Protasov 62' (80), pen.' | Reporte   | 18' Troglio · 67' Maradona | Asistencia: 17.000 espectadores Árbitro(s): Joël Quiniou | Asistencia: 17.000 espectadores Árbitro(s): Joël Quiniou |

| Uniformes | Uniformes | Uniformes | Uniformes |
| --------- | --------- | --------- | --------- |
| Arquero   |           |           | Arquero   |

#### Alemania Federal vs. Argentina
| 2 de abril de 1988 Copa de las Cuatro Naciones | Alemania Federal | 1:0     | Argentina | Estadio Olímpico, Berlín                                       |                                                                |
|                                                | Matthäus 30'     | Reporte |           | Asistencia: 25.000 espectadores Árbitro(s): Kurt Röthlisberger | Asistencia: 25.000 espectadores Árbitro(s): Kurt Röthlisberger |

| Uniformes | Uniformes | Uniformes | Uniformes |
| --------- | --------- | --------- | --------- |
| Arquero   |           |           | Arquero   |

#### Argentina vs. Arabia Saudita
| 6 de julio de 1988 Copa de Oro Bicentenario de Australia | Argentina            | 2:2 (1:1) | Arabia Saudita                 | Football Park, Adelaida                                  |                                                          |
|                                                          | Díaz 27', 50' (pen.) | Reporte   | 41' Abdullah · 61' (a.g.) Díaz | Asistencia: 9.664 espectadores Árbitro(s): Barry Harwood | Asistencia: 9.664 espectadores Árbitro(s): Barry Harwood |

| Uniformes | Uniformes | Uniformes | Uniformes |
| --------- | --------- | --------- | --------- |
| Arquero   |           |           | Arquero   |

#### Brasil vs. Argentina
| 10 de julio de 1988 Copa de Oro Bicentenario de Australia | Brasil | 0:0 (0:0) | Argentina | Estadio Parque Olímpico, Melbourne |                             |
|                                                           |        | Reporte   |           | Árbitro(s): Donald Campbell        | Árbitro(s): Donald Campbell |

| Uniformes | Uniformes | Uniformes | Uniformes |
| --------- | --------- | --------- | --------- |
| Arquero   |           |           | Arquero   |

#### Australia vs. Argentina
| 14 de julio de 1988 Copa de Oro Bicentenario de Australia | Australia                                         | 4:1 (2:1) | Argentina   | Estadio de Sídney, Sídney                              |                                                        |
|                                                           | Wade 2' · Yankos 42', 67' (pen.) · Bozinovski 80' | Reporte   | 31' Ruggeri | Asistencia: 18.985 espectadores Árbitro(s): Gary Power | Asistencia: 18.985 espectadores Árbitro(s): Gary Power |

| Uniformes | Uniformes | Uniformes | Uniformes |
| --------- | --------- | --------- | --------- |
| Arquero   |           |           | Arquero   |

#### Argentina vs. Arabia Saudita
| 16 de julio de 1988 Copa de Oro Bicentenario de Australia | Argentina                 | 2:0 (2:0) | Arabia Saudita | Canberra Stadium, Canberra                               |                                                          |
|                                                           | Simeone 4' · Dertycia 23' | Reporte   |                | Asistencia: 2.729 espectadores Árbitro(s): Barry Harwood | Asistencia: 2.729 espectadores Árbitro(s): Barry Harwood |

| Uniformes | Uniformes | Uniformes | Uniformes |
| --------- | --------- | --------- | --------- |
| Arquero   |           |           | Arquero   |

#### España vs. Argentina
| 12 de octubre de 1988 Copa Hispanidad | España        | 1:1 (1:1) | Argentina    | Estadio Sánchez-Pizjuán, Sevilla (España)                |                                                          |
|                                       | Butragueño 7' | Reporte   | 44' Caniggia | Asistencia: 45.000 espectadores Árbitro(s): Carlo Longhi | Asistencia: 45.000 espectadores Árbitro(s): Carlo Longhi |

| Uniformes | Uniformes | Uniformes | Uniformes |
| --------- | --------- | --------- | --------- |
| Arquero   |           |           | Arquero   |

#### Colombia vs. Argentina
| 9 de marzo de 1989 | Colombia    | 1:0 (1:0) | Argentina | Estadio Metropolitano, Barranquilla |                          |
|                    | Iguaran 15' | Reporte   |           | Árbitro(s): Carlo Longhi            | Árbitro(s): Carlo Longhi |

| Uniformes | Uniformes | Uniformes | Uniformes |
| --------- | --------- | --------- | --------- |
| Arquero   |           |           | Arquero   |

#### Ecuador vs. Argentina
| 13 de abril de 1989 | Ecuador                      | 2:2 (0:2) | Argentina       | Estadio Monumental, Guayaquil                              |                                                            |
|                     | Avilés 65' · Cuvi 69' (pen.) | Reporte   | 17', 25' Alfaro | Asistencia: 11.663 espectadores Árbitro(s): Octavio Sierra | Asistencia: 11.663 espectadores Árbitro(s): Octavio Sierra |

| Uniformes | Uniformes | Uniformes | Uniformes |
| --------- | --------- | --------- | --------- |
| Arquero   |           |           | Arquero   |

#### Chile vs. Argentina
| 20 de abril de 1989 | Chile               | 1:1 (1:0) | Argentina | Estadio Nacional de Santiago, Santiago de Chile            |                                                            |
|                     | Espinoza 69' (pen.) | Reporte   | 17' Airez | Asistencia: 11.663 espectadores Árbitro(s): Octavio Sierra | Asistencia: 11.663 espectadores Árbitro(s): Octavio Sierra |

| Uniformes | Uniformes | Uniformes | Uniformes |
| --------- | --------- | --------- | --------- |
| Arquero   |           |           | Arquero   |

## Uniforme

### Oficial
| Opción 1 | Opción 2 |  |

### Alternativo
| Opción 1 |

### Portero
| Opción 1 | Opción 2 |

## Plantel
Datos correspondientes al día de inicio del torneo
| N.º |                                         | Nombre               | Posición       | Edad    | PJ | G  | Equipo              | Equipo de debut         |
| --- | --------------------------------------- | -------------------- | -------------- | ------- | -- | -- | ------------------- | ----------------------- |
| 1   | Bandera de la Provincia de Santa Fe     | Nery Pumpido         | Guardameta     | 31 años | 24 | 0  | Real Betis          | Unión                   |
| 18  | Bandera de la Provincia de Buenos Aires | Luis Alberto Islas   | Guardameta     | 23 años | 22 | 0  | Real Madrid         | Chacarita Juniors       |
| 22  | Bandera de la Provincia de Buenos Aires | Julio César Falcioni | Guardameta     | 32 años | 2  | 0  | Vélez Sársfield     | Vélez Sársfield         |
| 5   | Bandera de la Provincia de Buenos Aires | José Luis Brown      | Defensa        | 32 años | 31 | 1  | Murcia              | Estudiantes de La Plata |
| 12  | Bandera de la Provincia de Santa Fe     | Néstor Clausen       | Defensa        | 25 años | 20 | 1  | Sion                | Independiente           |
| 9   | Bandera de la Provincia de Córdoba      | José Luis Cuciuffo   | Defensa        | 28 años | 17 | 0  | Boca Juniors        | Huracán (Córdoba)       |
| 13  | Bandera de la Provincia de Santa Fe     | Hernán Díaz          | Defensa        | 24 años |    | 2  | Rosario Central     | Rosario Central         |
| 16  | Bandera de la Provincia de Corrientes   | Pedro Monzón         | Defensa        | 27 años | 9  | 0  | Independiente       | Independiente           |
| 17  | Bandera de la Provincia de Santa Fe     | Oscar Ruggeri        | Defensa        | 27 años | 41 | 4  | Real Madrid         | Boca Juniors            |
| 19  | Bandera de la Provincia de Santa Fe     | Roberto Sensini      | Defensa        | 22 años | 12 | 6  | Newell´s Old Boys   | Newell´s Old Boys       |
| 6   | Bandera de la Provincia de Buenos Aires | José Basualdo        | Centrocampista | 26 años | 10 | 0  | Deportivo Mandiyú   | Villa Dálmine           |
| 2   | Bandera de la Provincia de Buenos Aires | Sergio Batista       | Centrocampista | 26 años | 25 | 0  | River Plate         | Argentinos Juniors      |
| 7   | Bandera de la Provincia de Entre Ríos   | Jorge Burruchaga     | Centrocampista | 26 años | 41 | 7  | Nantes              | River Plate             |
| 10  | Bandera de la Provincia de Buenos Aires | Diego Maradona       | Centrocampista | 28 años | 73 | 38 | Napoli              | Argentinos Juniors      |
| 14  | Bandera de la Provincia de Buenos Aires | Héctor Enrique       | Centrocampista | 27 años | 14 | 0  | River Plate         | Club Atlético Lanús     |
| 21  | Bandera de la Provincia de Buenos Aires | Néstor Gorosito      | Centrocampista | 25 años | 2  | 0  | San Lorenzo         | River Plate             |
| 20  | Bandera de la Provincia de Buenos Aires | Pedro Troglio        | Centrocampista | 23 años | 7  | 1  | Hellas Verona       | River Plate             |
| 15  | Bandera de la Provincia de Santa Fe     | Ricardo Giusti       | Centrocampista | 32 años | 2  | 0  | Independiente       | Newell´s Old Boys       |
| 3   | Bandera de la Provincia de Buenos Aires | Carlos Alfaro Moreno | Delantero      | 24 años | 6  | 3  | Independiente       | Club Atlético Platense  |
| 11  | Bandera de la Provincia del Chubut      | Gabriel Calderón     | Delantero      | 29 años |    | 4  | Paris Saint-Germain | Racing Club             |
| 8   | Bandera de la Provincia de Buenos Aires | Claudio Caniggia     | Delantero      | 22 años | 8  | 3  | Hellas Verona       | River Plate             |
| 4   | Bandera de la Provincia de Santa Fe     | Abel Balbo           | Delantero      | 23 años | 3  | 0  | River Plate         | Newell´s Old Boys       |
|     | Bandera de la Provincia de Santa Fe     | Carlos Bilardo       | Entrenador     | 51 años |    |    |                     |                         |

#### Jugadores por liga
| Liga                          | Jugadores aportados |
| ----------------------------- | ------------------- |
| Primera División de Argentina | 12                  |
| LaLiga                        | 4                   |
| Serie A                       | 3                   |
| Ligue 1                       | 2                   |
| Superliga                     | 1                   |

#### Jugadores por provincia
| Provincia    | Jugadores aportados |
| ------------ | ------------------- |
| Buenos Aires | 11                  |
| Santa Fe     | 7                   |
| Córdoba      | 1                   |
| Entre Ríos   | 1                   |
| Corrientes   | 1                   |
| Chubut       | 1                   |

## Participación

### Partidos
| Fecha               | Lugar          | Instancia      |           |                      | Resultado |                      |           |
| ------------------- | -------------- | -------------- | --------- | -------------------- | --------- | -------------------- | --------- |
| 2 de julio de 1989  | Goiânia        | Fase de grupos | Argentina | Bandera de Argentina | 1:0 (0:0) | Bandera de Chile     | Chile     |
| 4 de julio de 1989  | Goiânia        | Fase de grupos | Argentina | Bandera de Argentina | 0:0 (0:0) | Bandera de Ecuador   | Ecuador   |
| 8 de julio de 1989  | Goiânia        | Fase de grupos | Argentina | Bandera de Argentina | 1:0 (0:0) | Bandera de Uruguay   | Uruguay   |
| 10 de julio de 1989 | Goiânia        | Fase de grupos | Aregntina | Bandera de Argentina | 0:0 (0:0) | Bandera de Bolivia   | Bolivia   |
| 12 de julio de 1989 | Río de Janeiro | Fase final     | Brasil    | Bandera de Brasil    | 2:0 (0:0) | Bandera de Argentina | Argentina |
| 14 de julio de 1989 | Río de Janeiro | Fase final     | Uruguay   | Bandera de Uruguay   | 2:0 (1:0) | Bandera de Argentina | Argentina |
| 16 de julio de 1989 | Río de Janeiro | Fase de grupos | Argentina | Bandera de Argentina | 0:0 (0:0) | Bandera de Paraguay  | Paraguay  |

#### Grupo B
| Equipo    | Pts | PJ | PG | PE | PP | GF | GC | Dif |
| --------- | --- | -- | -- | -- | -- | -- | -- | --- |
| Argentina | 6   | 4  | 2  | 2  | 0  | 2  | 0  | +2  |
| Uruguay   | 4   | 4  | 2  | 0  | 2  | 6  | 2  | +4  |
| Chile     | 4   | 4  | 2  | 0  | 2  | 7  | 5  | +2  |
| Ecuador   | 4   | 4  | 1  | 2  | 1  | 2  | 2  | 0   |
| Bolivia   | 2   | 4  | 0  | 2  | 2  | 0  | 8  | –8  |

#### Argentina vs. Chile
| 2 de julio de 1989 | Argentina    | 1:0 (0:0) | Chile | Estadio Serra Dourada, Goiânia                                            |                                                                           |
|                    | Caniggia 55' | Reporte   |       | Asistencia: 40 000 espectadores Árbitro(s): Arnaldo Cézar Coelho (Brasil) | Asistencia: 40 000 espectadores Árbitro(s): Arnaldo Cézar Coelho (Brasil) |

| Uniformes | Uniformes | Uniformes | Uniformes |
| --------- | --------- | --------- | --------- |
| Arquero   |           |           | Arquero   |

#### Argentina vs. Ecuador
| 4 de julio de 1989 | Argentina | 0:0     | Ecuador | Estadio Serra Dourada, Goiânia                                  |                                                                 |
|                    |           | Reporte |         | Asistencia: 12 000 espectadores Árbitro(s): José Ramírez (Perú) | Asistencia: 12 000 espectadores Árbitro(s): José Ramírez (Perú) |

| Uniformes | Uniformes | Uniformes | Uniformes |
| --------- | --------- | --------- | --------- |
| Arquero   |           |           | Arquero   |

#### Argentina vs. Uruguay
| 8 de julio de 1989 | Argentina    | 1:0 (0:0) | Uruguay | Estadio Serra Dourada, Goiânia                                    |                                                                   |
|                    | Caniggia 69' | Reporte   |         | Asistencia: 18 000 espectadores Árbitro(s): Jesús Díaz (Colombia) | Asistencia: 18 000 espectadores Árbitro(s): Jesús Díaz (Colombia) |

| Uniformes | Uniformes | Uniformes | Uniformes |
| --------- | --------- | --------- | --------- |
| Arquero   |           |           | Arquero   |

#### Argentina vs. Bolivia
| 10 de julio de 1989 | Argentina | 0:0     | Bolivia | Estadio Serra Dourada, Goiânia                                         |                                                                        |
|                     |           | Reporte |         | Asistencia: 5000 espectadores Árbitro(s): Nelson Rodríguez (Venezuela) | Asistencia: 5000 espectadores Árbitro(s): Nelson Rodríguez (Venezuela) |

| Uniformes | Uniformes | Uniformes | Uniformes |
| --------- | --------- | --------- | --------- |
| Arquero   |           |           | Arquero   |

#### Fase final
| Selección | Pts. | PJ | PG | PE | PP | GF | GC | Dif. |
| --------- | ---- | -- | -- | -- | -- | -- | -- | ---- |
| Brasil    | 6    | 3  | 3  | 0  | 0  | 6  | 0  | +6   |
| Uruguay   | 4    | 3  | 2  | 0  | 1  | 5  | 1  | +4   |
| Argentina | 1    | 3  | 0  | 1  | 2  | 0  | 4  | –4   |
| Paraguay  | 1    | 3  | 0  | 1  | 2  | 0  | 6  | –6   |

#### Brasil vs. Argentina
| 12 de julio de 1989 | Brasil                   | 2:0 (0:0) | Argentina | Estadio Maracaná, Río de Janeiro                                              |                                                                               |
|                     | Bebeto 48' · Romário 55' | Reporte   |           | Asistencia: 110 000 espectadores Árbitro(s): Juan Daniel Cardellino (Uruguay) | Asistencia: 110 000 espectadores Árbitro(s): Juan Daniel Cardellino (Uruguay) |

| Uniformes | Uniformes | Uniformes | Uniformes |
| --------- | --------- | --------- | --------- |
| Arquero   |           |           | Arquero   |

#### Uruguay vs. Argentina
| 14 de julio de 1989 | Uruguay       | 2:0 (1:0) | Argentina | Estadio Maracaná, Río de Janeiro                                          |                                                                           |
|                     | Sosa 38', 81' | Reporte   |           | Asistencia: 45 000 espectadores Árbitro(s): Arnaldo Cézar Coelho (Brasil) | Asistencia: 45 000 espectadores Árbitro(s): Arnaldo Cézar Coelho (Brasil) |

| Uniformes | Uniformes | Uniformes | Uniformes |
| --------- | --------- | --------- | --------- |
| Arquero   |           |           | Arquero   |

#### Argentina vs. Paraguay
| 16 de julio de 1989 | Argentina | 0:0     | Paraguay | Estadio Maracaná, Río de Janeiro                                  |                                                                   |
|                     |           | Reporte |          | Asistencia: 90 000 espectadores Árbitro(s): Jesús Díaz (Colombia) | Asistencia: 90 000 espectadores Árbitro(s): Jesús Díaz (Colombia) |

| Uniformes | Uniformes | Uniformes | Uniformes |
| --------- | --------- | --------- | --------- |
| Arquero   |           |           | Arquero   |

## Resultado
|                      |
| Bandera de Argentina |
| 3° Puesto Argentina  |

## Goleadores
| Jugador          | Selección | Goles |
| ---------------- | --------- | ----- |
| Claudio Caniggia | Argentina | 2     |